# Драфт НХЛ 1965
Любительский драфт НХЛ 1965 года состоялся 27 апреля в отеле «Королева Елизавета» в Монреале.

## Процедура драфта
Во время 3-го драфта НХЛ в 2-х раундах было выбрано 11 хоккеистов. Это самый низкий показатель за всю историю драфтов. Первым номером драфта стал Андрэ Вейо, выбранный клубом «Нью-Йорк Рейнджерс». Все участвовавшие в драфте игроки представляли Канаду и только двое из одиннадцати сумели поиграть в НХЛ.

## Итоги драфта
В представленном ниже списке полностью приведён первый раунд драфта и наиболее успешные игроки из более поздних кругов драфта.
Легенда:
   # = Номер драфта, С = Страна, А = Амплуа, И = Игры, Г = Голы, П = Передачи, О = Очки, Ш = Штрафные минуты
| 1-й раунд | 1-й раунд          |        |               |    | Итого в НХЛ | Итого в НХЛ | Итого в НХЛ | Итого в НХЛ | Итого в НХЛ |
| #         | Команда            | C      | Игрок         | А  | И           | Г           | П           | О           | Ш           |
| --------- | ------------------ | ------ | ------------- | -- | ----------- | ----------- | ----------- | ----------- | ----------- |
| 1         | Нью-Йорк Рейнджерс | Канада | Андрэ Вейо    | ПН | -1,1        | -1,1        | -1,1        | -1,1        | -1,1        |
| 2         | Чикаго Блэк Хокс   | Канада | Энди Каллиган | Ф  | -1,2        | -1,2        | -1,2        | -1,2        | -1,2        |
| 3         | Детройт Ред Уингз  | Канада | Джордж Форги  | З  | -1,3        | -1,3        | -1,3        | -1,3        | -1,3        |
| 4         | Бостон Брюинз      | Канада | Джо Бэйли     | Ф  | -1,4        | -1,4        | -1,4        | -1,4        | -1,4        |
| 5         | Монреаль Канадиенс | Канада | Пьер Бушар    | З  | 595         | 24          | 82          | 106         | 433         |
| Р#2       | -2                 | -2     | -2            | -2 | -2          | -2          | -2          | -2          | -2          |
| 10        | Нью-Йорк Рейнджерс | Канада | Мишель Паризо | ЛН | 58          | 3           | 14          | 17          | 18          |

## Статистика драфта
- Количество хоккеистов игравших в НХЛ: 2;
- Процент игравших в НХЛ от общего числа игроков: 18,2;
- Среднее количество игр за карьеру в НХЛ: 327;
- Среднее количество голов за карьеру в НХЛ: 14;
- Среднее количество очков за карьеру в НХЛ: 62;
- Среднее количество штрафных минут за карьеру в НХЛ: 226.